# Bai Baoshan
Bai Baoshan (chinesisch 白寶山; † 6. Mai 1998) war ein chinesischer Serienmörder, der insgesamt 15 Menschen getötet hat.

## Leben
Bai Baoshan beging in den frühen 1980er Jahren einen Raubüberfall und tötete dabei das erste Mal. Wegen dieser Tat verbüßte er eine 13-jährige Freiheitsstrafe. Im März 1996 überfiel er eine Polizeistation in Peking. Dabei tötete er mittels einer zuvor gestohlenen halbautomatischen Schusswaffe einen Polizisten und verletzte vier weitere sowie zwei Zivilisten schwer. Die Polizei verdächtigte ihn, anschließend einen Raubmord an einem Zigarettenhändler begangen zu haben. In der Provinz Hebei überfiel er eine weitere Polizeistation, tötete dabei einen weiteren Polizisten und nahm dessen automatisches Gewehr mit. In Ürümqi tötete er zusammen mit zwei Komplizen insgesamt zehn weitere Menschen, darunter weitere Polizisten, und erbeutete 1,5 Millionen Yuan. Als es Streit um die Beute gab, erschoss er einen seiner Mittäter.
Am 16. Oktober 1997 wurde Bai in Peking festgenommen. Da er die meisten seiner Taten im Uigurischen autonomen Gebiet Xinjiang begangen hatte, wurde er dorthin überstellt und unter anderem wegen vierzehnfachen Mordes angeklagt. Nachdem er in allen Punkten schuldig gesprochen und zum Tode verurteilt worden war, wurde er am 6. Mai 1998 öffentlich per Genickschuss hingerichtet.

## Weblink
- Bai auf china.org (englisch)

| Personendaten    | Personendaten             |
| ---------------- | ------------------------- |
| NAME             | Bai Baoshan               |
| KURZBESCHREIBUNG | chinesischer Serienmörder |
| GEBURTSDATUM     | 20. Jahrhundert           |
| STERBEDATUM      | 6. Mai 1998               |